# Погодинская (рабочий посёлок)
Рабочий посёлок «Погодинская» — частично утраченный квартал застройки в стиле конструктивизма в Москве.
Построен в 1926—1929 гг. для инженеров заводов «Каучук», «Гознак», «Памяти революции 1905 года». Жилые дома образовывали единый ансамбль с располагавшимся по соседству клубом «Каучук» по проекту Константина Мельникова.

## Архитектура
Квартал состоял из девяти пятиэтажных многоквартирных домов и включал в себя более старые дореволюционные постройки, стоявшие на том месте. Два дома были снесены в 2009 году, ещё четыре — в 2016 году. Сохранились три дома (1-й пер. Тружеников, д. 19/4, стр. 1, 2, 3).
Из описания архитектуры в СМИ:

в квартирах на первых этажах был выход на улицу прямо через балкон, и никогда не засорялась канализация. Холодильник, например, был уличным: то есть располагался под массивным подоконником, и продукты охлаждались воздухом с улицы, прием потом применили в сталинских домах.
(…)
Высокие потолки (не менее 3 м), сквозное проветривание, вентиляция всех жилых помещений, а не только санузлов, а также кладовки и стенные ниши для холодных шкафов.

Из воспоминаний жительницы квартала:

По соотношению площади и планировки всё вообще совершенно чётко выверено. К тому же какими-то минимальными средствами архитекторы умудрились сделать внутри такие вещи, которых сейчас нигде не найти, — всё рассчитано так, чтобы каждая интерьерная композиция была выполнена с учётом дополнительных осей симметрии. Например, у нас в коридоре стояли два шкафа, которые образовывали симметричную композицию, а их вставные дверки сделали точно такими же, как в ванную и в туалет. Причём шкафы стояли абсолютно симметрично относительно друг друга и так же симметрично занимали пространство в стене. Кроме того, когда мы переехали, ещё застали наружную проводку на роликах, и даже она была необыкновенно красиво сделана.

Из воспоминаний киноведа Наума Клеймана, бывшего жильца квартала:

Комплекс «Погодинская» не очень хорошо содержался, не все было сделано правильно с точки зрения пожарной безопасности, там были деревянные перекрытия. Можно предъявить к этим домам какие-то претензии. Тем не менее, могла быть проведена модернизация, которая сохранила бы этот комплекс.
(…)
эти конструктивистские дома были построены вместе с клубом «Каучук» Мельникова и должны были составить единый блок, который предполагал не только определенный уклад людей, там живших, но и сопоставление с окружением.
(…)
с точки зрения архитектуры, если смотреть по 1-му Труженикову переулку от церкви Крестовоздвижения, в которой венчался Чехов, то в перспективе этого переулка было пятиэтажное здание, тот самый четвертый корпус, в котором мы жили. Там была сделана замечательная архитектурная акцентировка. Сдвинутый несимметричный фасад был своего рода манифестом нового времени, но он не противоречил ни рядом стоящим церквам, ни перспективе Новодевичьего монастыря, он не возвышался, не перекрывал ничего, а совершенно гармонично вписывался в это пространство и естественно соотносился с клубом Каучук. Можно сказать, что это была абсолютно необходимая концепция московского района, который обновляется, не разрушая свою историю.

## Снос четырёх домов
В конце 2000-х годов квартал был выкуплен у местных жителей компанией «Дон-строй» и расселён с целью последующего сноса и строительства на его месте комплекса элитного жилья.
В ноябре 2012 года Комиссия по градостроительной деятельности мэрии Москвы приняла решение о сохранении семи конструктивистcких поселков в черте Москвы, в числе которых была и «Погодинская».
Однако решением суда комиссию упразднили в декабре 2015 года, и её решение по кварталу «Погодинская» было проигнорировано.
Вопреки протестам общественности и резонансу в СМИ, снос четырёх из шести зданий посёлка «Погодинская» начался 6 июня 2016 г.

## Фотогалерея

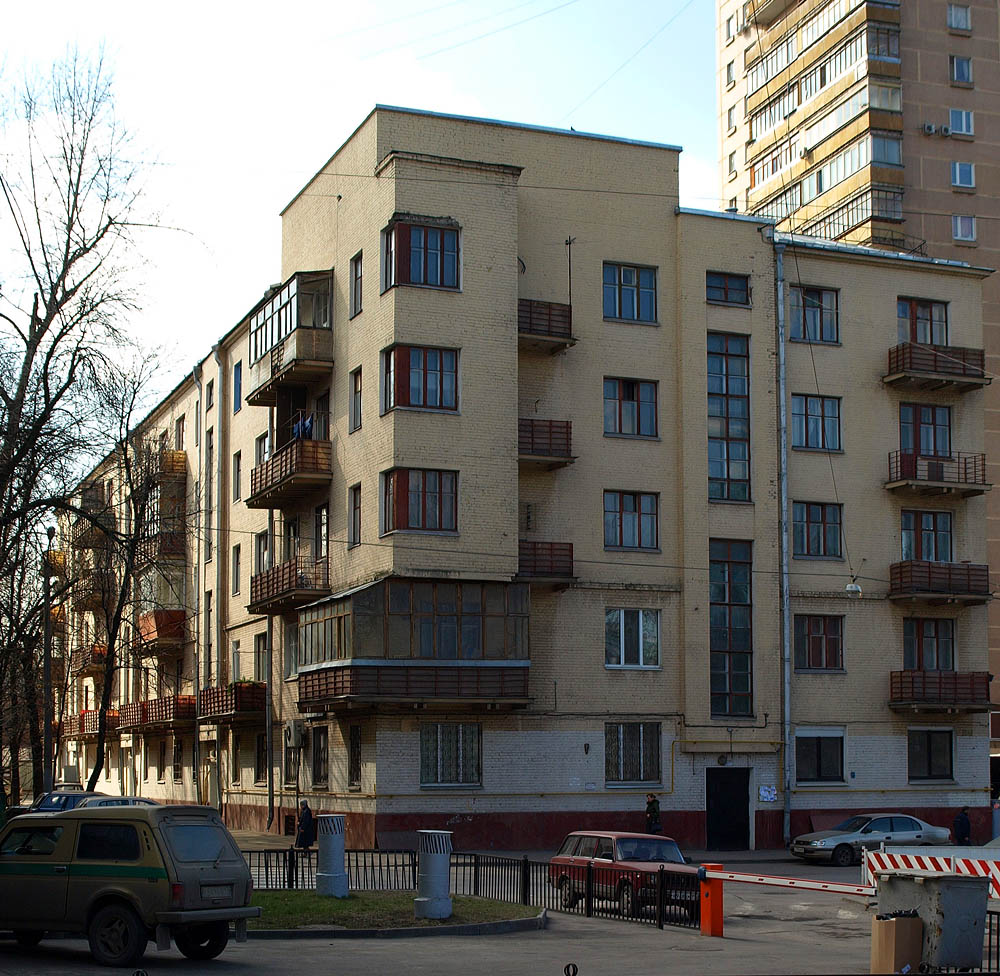
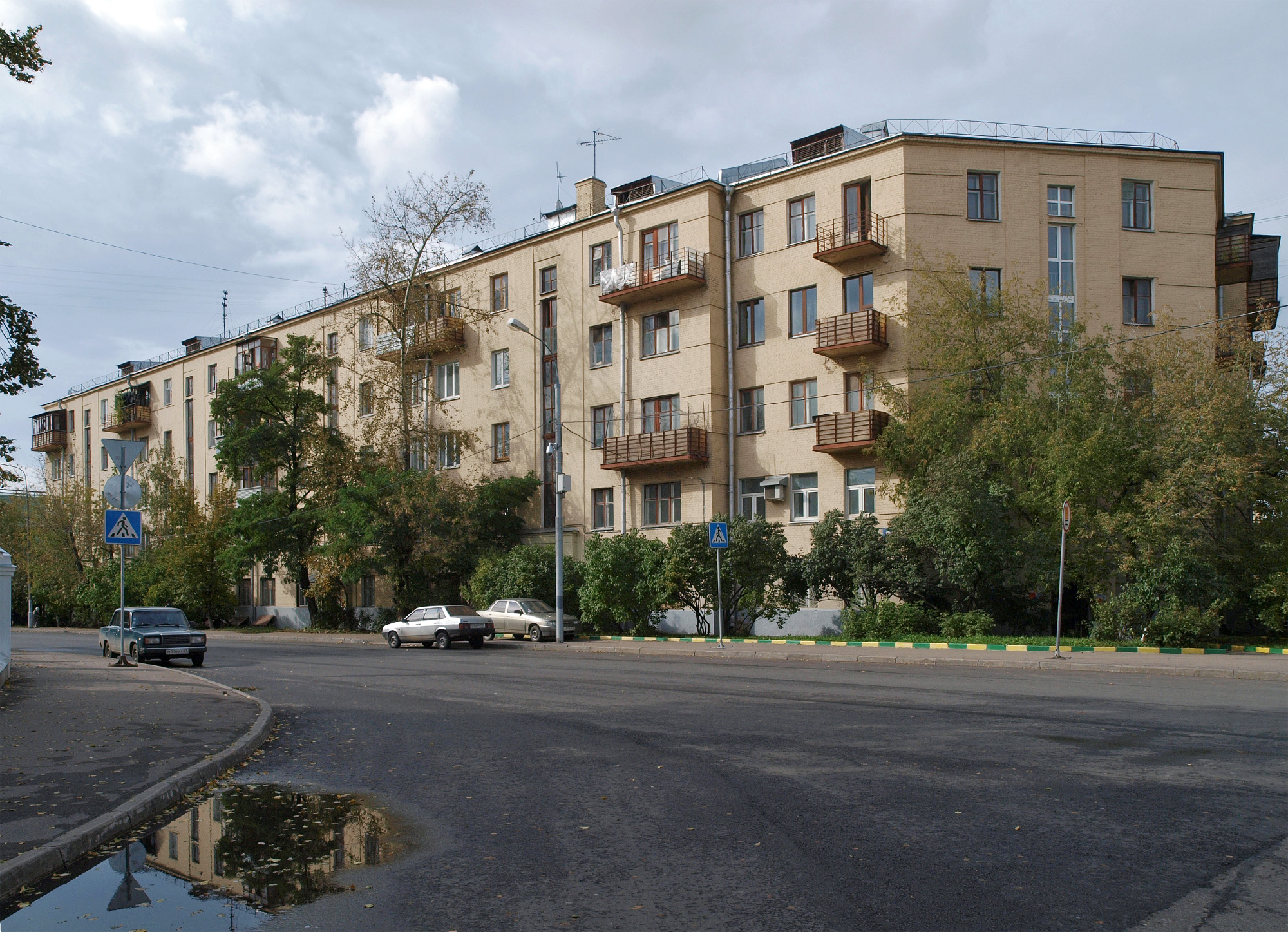
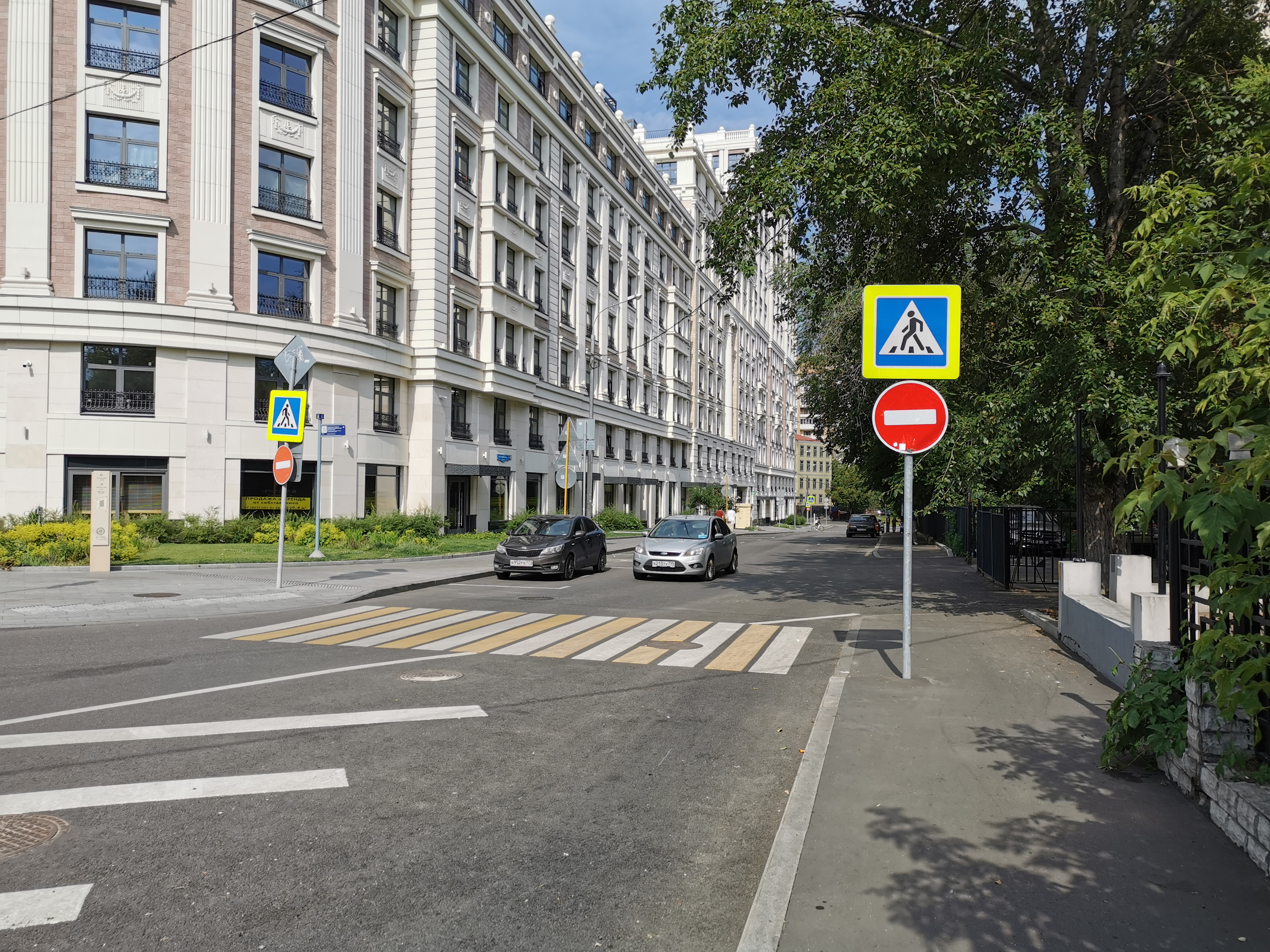